# Hadas (álbum de Flans)
Hadas es el nombre del séptimo álbum del grupo mexicano de pop Flans. Fue lanzado al mercado en 1999.
En 1999, en la llamada "época de los reencuentros", Mildred Villafañe se pone en contacto con Ilse, Ivonne, y Mimí para ver la posibilidad de un reencuentro a lo que las integrantes aceptan siendo así "El último reencuentro del Milenio" y en el marco del "Festival Acapulco Milenio" en Acapulco Guerrero, Flans también se reencuentra para beneplácito de sus fanes. Son entrevistadas en diferentes medios de comunicación y son galardonadas por la revista "Eres" por su trayectoria musical, además ofrecen 5 conciertos en el Auditorio Nacional en la Ciudad de México.
Editan su séptima producción Hadas el cual grabaron en Londres y Los Ángeles, y fue producido por Mildred Villafañe, Aarón Moltalvo, Luis Carlos Esteban e Ivonne, integrante del grupo; quien escribió la canción "Uno de tantos". El primer sencillo, "Hadas" de Juan Pablo Manzanero, se colocó en pocas semanas en las listas de popularidad, lo mismo que "Si te vas", "Tu eterna pesadilla", "Rufino" y "Gracias", una versión en español del tema "Thank You (canción de Dido)" de la cantante inglesa Dido traducida y dedicada para Ilse por Ivonne y Mimi. Nuevamente Flans se hace presente y coloca 3 videos en las programaciones por televisión de los temas "Hadas, Tu eterna pesadilla y Si te vas".
Se presentan en el mes de diciembre en el Teletón 1999 y aparecen en diversos programas de televisión y radio nacional como "Hoy con Mariano" de Mariano Osorio el cual les dedicó una semana completa de una hora por día en su sección "En concierto", el programa matutino "Hoy" y "Otro Rollo" de Adal Ramones en el que por primera vez después de 10 años revelan los verdaderos motivos de la desintegración del grupo argumentando el abandono personal que sufrieron por parte de su representante, la carga de trabajo y la desorganizacion que existía en el manejo de fechas y conciertos, su estancamiento personal así como problemas personales con la representante de la cual no mencionaron su nombre.
Se presentan en un concierto especial en el Hard Rock Café México, en el que incluyen en el repertorio los temas Tiraré, Alma gemela, Hoy por ti, Me he enamorado de un fan, Ay amor!, Las mil y una noches, Tímido, Bazar, Corre corre, No controles, Veinte millas, A cada paso, Desde la trinchera, un popurrí de tres canciones en el que incluyen temas del nuevo disco Hadas, Peligro-Gracias y Eclipse de sol; Hadas, Tu eterna pesadilla, Ay! y Rufino.

## Lista de canciones
| Hadas |                              |                       |          |  |
| N.º   | Título                       | Escritor(es)          | Duración |  |
| 1.    | «Hadas»                      |                       |          |  |
| 2.    | «Y tu ves»                   |                       |          |  |
| 3.    | «Tu eterna pesadilla»        |                       |          |  |
| 4.    | «Rufino»                     |                       |          |  |
| 5.    | «Si te vas»                  |                       |          |  |
| 6.    | «Eclipse de sol»             |                       |          |  |
| 7.    | «No preguntes más»           |                       |          |  |
| 8.    | «Ay!»                        |                       |          |  |
| 9.    | «Uno de tantos»              | Ivonne Guevara García |          |  |
| 10.   | «Cuándo tu no estés conmigo» |                       |          |  |
| 11.   | «Gracias»                    |                       |          |  |